# Ignace-Gaston Pardies
Ignace-Gaston Pardies (5 de septiembre de 1636, Pau – 22 de abril de 1673, París) fue un jesuita francés teólogo, matemático y físico, conocido sobre todo por sus escritos sobre óptica.

## Vida
Era hijo segundo de Guillaume de Pardies, consejero real en el Parlamento de Navarra, y de una calvinista recién convertida al catolicismo. Estudió en el colegio de la Compañía de Pau antes de entrar en la Compañía de Jesús. Cursada la filosofía (1654-1656) en Toulouse, hizo el magisterio (1656-1660), la teología (1660-1664) y un año (1664 1665) de docencia de humanidades en Burdeos. Tras la tercera probación, enseñó filosofía y matemáticas en La Rochelle (1666-1668) y Burdeos (1668-1670), y fue profesor de matemáticas en el Colegio de Clermont de París. Murió de una enfermedad contraída mientras servía a los del asilo de Bicêtre, cerca de París.
A pesar de su breve carrera como profesor, sus escritos e investigaciones produjeron hondo impacto en el mundo científico de su tiempo. Su primer trabajo publicado fue un pequeño tratado sobre el movimiento y la naturaleza de los planetas. Su libro sobre los elementos de geometría es un enfoque original sobre el tema, aunque siga el camino trazado por Antoine Arnauld. En una introducción notable, Pardies prueba filosóficamente, basado en datos matemáticos, la espiritualidad del alma y la existencia de Dios.
Fue arrastrado a un debate sobre la filosofía de René Descartes. En 1670, mientras aún estaba en Burdeos, publicó un tratado sobre la moción local, en el que al probar algunos teoremas sobre el choque central de dos cuerpos de igual dureza, mostraba la gran influencia recibida por la física cartesiana. Como esto lo haría sospechoso a los ojos de muchos, añadió una refutación de la prueba de Descartes sobre la propagación de la luz en un instante a gran distancia.
En su tratado sobre la percepción de los animales, Pardies atacó también el teorema central cartesiano del «animal-máquina». Usando métodos escolásticos, presentó cuidadosamente todos los argumentos en favor de la tesis cartesiana antes de refutarlos. Pero pronto se le acusó de propagar el cartesianismo bajo la apariencia de desaprobarlo. Su sinceridad fue puesta en duda hasta muy recientemente.
Su trabajo sobre estática, un intento de unir estática y dinámica, contiene una interpretación básicamente acertada sobre la moción de los barcos de vela y una prueba original del tautocronismo de las vibraciones del péndulo cicloidal. Su atlas de los cuerpos celestes se publicó póstumamente.
Tuvo contactos con varios científicos de su tiempo. Criticó los experimentos y conclusiones de Isaac Newton sobre el espectro prismático, pero sus discusiones siguientes acabaron en términos amistosos. También se relacionó con Atanasio Kircher, Emmanuel Maignan y Pierre de Fermat; su trabajo fue apreciado por Christiaan Huygens y Gottfried Leibniz, con quienes se encontró en París. Mantuvo correspondencia con la Royal Society de Londres y el Journal des sçavans en París.
Hizo una notable contribución en el campo de la óptica. Cambió la teoría de la fluidez de la luz de Francesco Maria Grimaldi en una de meras ondas. Huygens leyó su manuscrito (publicado póstumamente por Pierre Ango) y desarrolló la intuición de Pardies en su propia pionera teoría ondular. Su única obra religiosa fue su traducción del libro de Daniello Bartoli sobre los milagros de san Francisco Javier.

## Obras
- Dissertatio de motu et natura cometarum (Burdeos, 1665).
- Elemens de Geometrie (París, 1671).
- Discours du mouvement local (Burdeos, 1670).
- Discours de la connoissance des bestes (París, 1672).
- Lettre d'un philosophe à un Cartesien de ses amis (París, 1672).
- La statique ou la science des forces mouvantes (París, 1673).
- Atlas céleste, ed. J.de Fontaney (París, 1674).
- Œuvres de mathématiques (La Haya, 1691).